# Ermenonville-la-Grande
Ermenonville-la-Grande é uma comuna francesa na região administrativa do Centro, no departamento Eure-et-Loir. Estende-se por uma área de 11,82 km². Em 2010 a comuna tinha 327 habitantes (densidade: 27,7 hab./km²).